# El Ecologista
El Ecologista (дословно — «Эколог») — испанский ежеквартальный журнал, специализирующийся на окружающей среде, принадлежащий компании Ecologuestas en Acción, базирующейся в Мадриде, Испания. Выпускается с 1999 года.

## История и тематика
El Ecologista был основан организацией Ecologuestas en Acción в 1999 году. Его первый номер имел номер 17, это отражало тот факт, что журнал явился продолжением одноимённого журнала, основанного в 1979 году. Штаб-квартира El Ecologista находится в Мадриде.
Журнал издаётся ежеквартально и включает статьи о климате, биоразнообразии, генной инженерии, лесах, энергетике, загрязнении окружающей среды, радиоактивных отходах, транспорте и природных ресурсах.